# Pericoma usingeri
Pericoma usingeri är en tvåvingeart som beskrevs av Quate 1955. Pericoma usingeri ingår i släktet Pericoma och familjen fjärilsmyggor.
Artens utbredningsområde är Kalifornien. Inga underarter finns listade i Catalogue of Life.